# El balón catastrófico
El balón catastrófico est une bande dessinée espagnole illustrée par Francisco Ibáñez, appartenant à la franchise Mortadel et Filémon, éditée en 1982.

## Synopsis
Le ballon catastrophe est un ballon de football contenant un gaz bactériologique spécial qui transforme en âne toute personne qui l'aspire. Il a été préparé par des terroristes sous le commandement du colonel Gamberraffi de Gibya en vue d'attaquer les États-Unis. Mais ce plan de transformation de la population en ânes a mal tourné et la balle s'est égarée en Espagne. La mission de Mortadel et Filémon est de retrouver cette balle et de la détruire, car les terroristes sont également à sa recherche. Et pour s'immuniser contre le gaz, ils prennent (contre leur gré) un antidote du Pr Bacterio.

## Adaptation
La bande dessinée est adaptée dans son intégralité dans un épisode de la série télévisée consacré aux personnages sous le titre La Balle catastrophique.